# Fragments of Freedom
Fragments of Freedom – trzeci album studyjny brytyjskiej grupy triphopowej Morcheeba wydany 1 sierpnia 2000. Album odniósł duży sukces pod względem sprzedaży, jednak nie spotkał się z dobrą opinią krytyków ze względu na zmianę gatunku muzycznego idącego bardziej w kierunku popu, zamiast trip hopu.

## Lista utworów
1. „World Looking In” – 4:07
2. „Rome Wasn't Built in a Day” – 3:35
3. „Love Is Rare” – 4:04
4. „Let It Go” – 4:45
5. „A Well Deserved Break” – 2:14
6. „Love Sweet Love” (feat. Mr. Complex) – 3:58
7. „In the Hands of the Gods” (feat. Biz Markie) – 1:42
8. „Shallow End” – 3:53
9. „Be Yourself” – 3:15
10. „Coming Down Gently” – 4:20
11. „Good Girl Down” (feat. Bahamadia) – 3:27
12. „Fragments of Freedom” – 5:06